# Danaphos oculatus
Danaphos oculatus és una espècie de peix pertanyent a la família dels esternoptíquids i l'única del gènere Danaphos.

## Descripció
- Fa 5,7 cm de llargària màxima.
- Nombre de vèrtebres: 38-40.[6][7]

## Reproducció
És ovípar amb larves i ous planctònics.

## Hàbitat
És un peix marí i de clima subtropical que viu entre 0-914 m de fondària.

## Distribució geogràfica
Es troba al Pacífic nord-oriental (des de la Colúmbia Britànica -el Canadà- fins al sud de Califòrnia -els Estats Units-) i el Pacífic sud-oriental (Xile).

## Costums
És mesopelàgic entre 400 i 650 m de fondària.

## Observacions
És inofensiu per als humans.